# Heinrich III. Sorbom
Heinrich III. Sorbom (* um 1340 in Elbing; † 12. Januar 1401 in Heilsberg) war in der Zeit von 1373 bis 1401 Bischof vom Ermland.

## Leben
Heinrich Sorbom entstammte der Familie Sorbom / Sorbon, die in Elbing lebte. Er studierte bis 1364 an der Karls-Universität in Prag. Ab 1365 gehörte er zum Hofstaat des römisch-deutschen Kaisers Karl IV., der aus dem Geschlecht der Luxemburger stammte. Zunächst war als Hofschreiber und von 1366 bis August 1373 als Privatsekretär tätig.
Als der Bischof Ermlands Johann II. Stryprock am 1. September 1373 verstarb, empfing Heinrich Sorbom am 5. September 1373 im Papstpalast in Avignon, wo damals der Sitz des Papstes war, das Sakrament der Bischofsweihe vom Papst Gregor XI. Die Residenz des Bischofs war in Heilsberg. Das Fürstbistum Ermland war die weltliche Landesherrschaft der Bischöfe von Ermland in ihrer Eigenschaft als Fürsten des Ermlands innerhalb des Deutschordensstaats. Der Deutsche Orden war ein Schutzherr des Bistums, nahm jedoch lediglich die Vertretung nach außen, die militärische Verteidigung und das Nominationsrecht für einige Kapitelsherren wahr. Zur Amtszeit der Bischofs Heinrich III. Sorbon war Winrich von Kniprode von 1351 bis 1382 der Hochmeister des Deutschen Ordens. Im Zuge der Zwangschristianisierung der heidnischen Prußen in Galinden wurden die südlichen Kammerämter Allenstein, Wartenburg, Seeburg, Rößel und Bischofsburg gebildet und neu besiedelt. Neben den prußischen Dörfern gab es Neugründungen der Kolonisten.

## Neugründungen zur Amtszeit des Bischofs Heinrich III. Sorbom
- 1376: Handfeste für Altwartenburg erneuert, Derz
- 1379: Güter: Bansen, Bartelsdorf, Bergenthal, Kirschbaum, Klein Kölln, Krusendorf, Ramsau, Schönfließ, Sauerbaum, Voigtsdorf, Wengoyen
- 1380: Handfeste für Alt Mertinsdorf / Alt Märtinsdorf
- 1381: Dorf Schönau bei Wartenburg
- 1382: Eschenau
- 1383: Münsterberg
- 1384: Kirchdorf Groß Purden, Kirchenweihe in Open, Handfeste für Krossen
- 1385: Stadtrecht für Bischofstein; gebildet aus Schönfließ und Strowangen
- 1389: Wart- und Wildhaus Bischofsburg
  - 1395: Stadtrecht für Bischofsburg, Handfeste für Strege / Striewo
- 1391: Loßainen
- 1392: Handfeste für Nerwigk
- 1373–1400: Bau der Burg in Seeburg fortgesetzt
- 1400: Beutnerdorf Paudling
- 1401: Bau der Burg Heilsberg beendet
- 1401: Ausbau der Burg Rößel vollendet